# Naxa obliterata
Naxa obliterata là một loài bướm đêm trong họ Geometridae.